# AMANDA (informatique)
Pour les articles homonymes, voir Amanda.

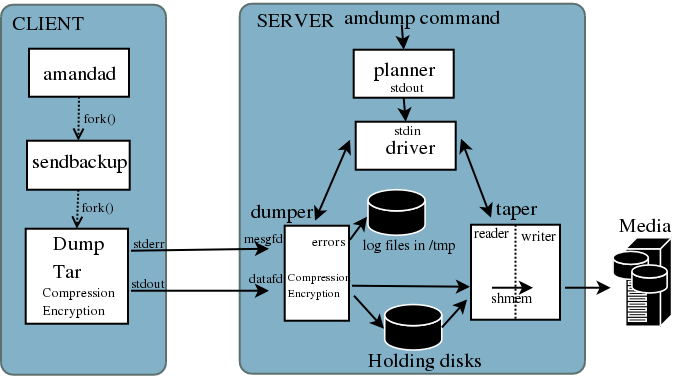

AMANDA (Advanced Maryland Automatic Network Disk Archiver) est un logiciel libre de sauvegardes informatiques.
Il est utilisé pour sauvegarder via le réseau un ensemble de postes clients et de serveurs (Unix, Linux, et Windows via Samba ou Cygwin).
Il a été initialement développé à l'université américaine du Maryland, sous licence BSD.
Au même titre que Bacula, Amanda est considérée comme étant une alternative viable aux outils de sauvegarde propriétaire[réf. souhaitée].